# Rừng hỗn hợp Baltic
Các khu rừng hỗn hợp Baltic là một vùng sinh thái ở châu Âu dọc theo bờ biển phía tây nam của biển Baltic. Tên được đặt ra bởi Cơ quan Môi trường châu Âu và có khu vực địa lý được xác định là Bắc Âu như các nước: Đức, Đan Mạch, Thụy Điển và Ba Lan sinh thái bởi WWF.

## Miêu tả
Kiểu sinh cảnh tự nhiên của vùng sinh thái là vùng đất thấp đến rừng sồi và rừng sồi hỗn hợp. Đối với chủng loại sồi, sồi châu Âu (fagus sylvatica) chiếm ưu thế. Các loài cây khác trộn lẫn vào nhau, bao gồm một loạt các cây rụng lá, nhưng cũng có thể là cây lá kim ở một mức độ nhỏ. Sồi gỗ, cây du, tần bì, cây bồ đề, cây phong, cây phỉ, cây thanh lương và bạch dương là phổ biến trong số nhiều cây rụng lá xen lẫn với cây sồi.

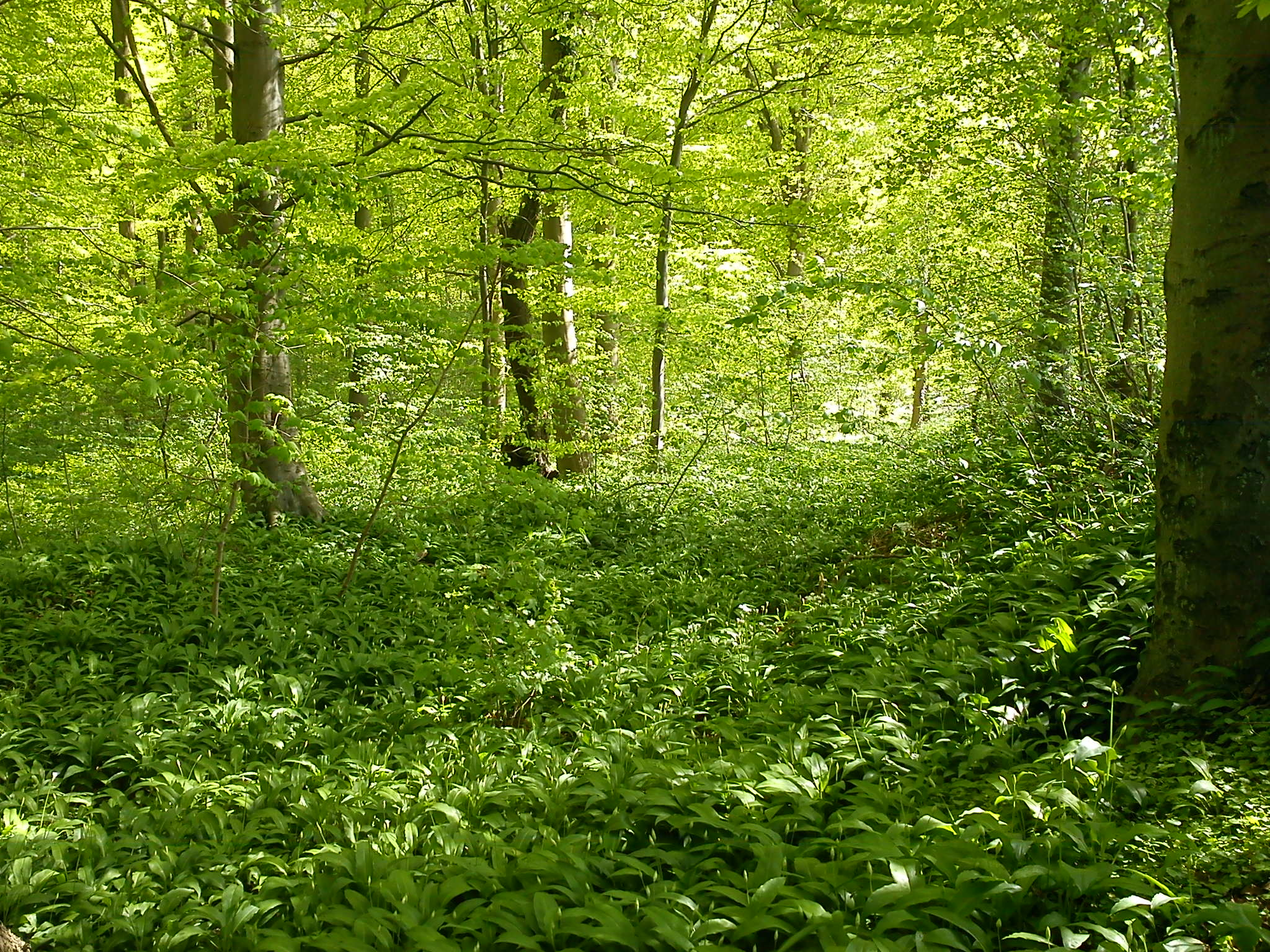
Đầu xuân trong rừng hỗn hợp Baltic
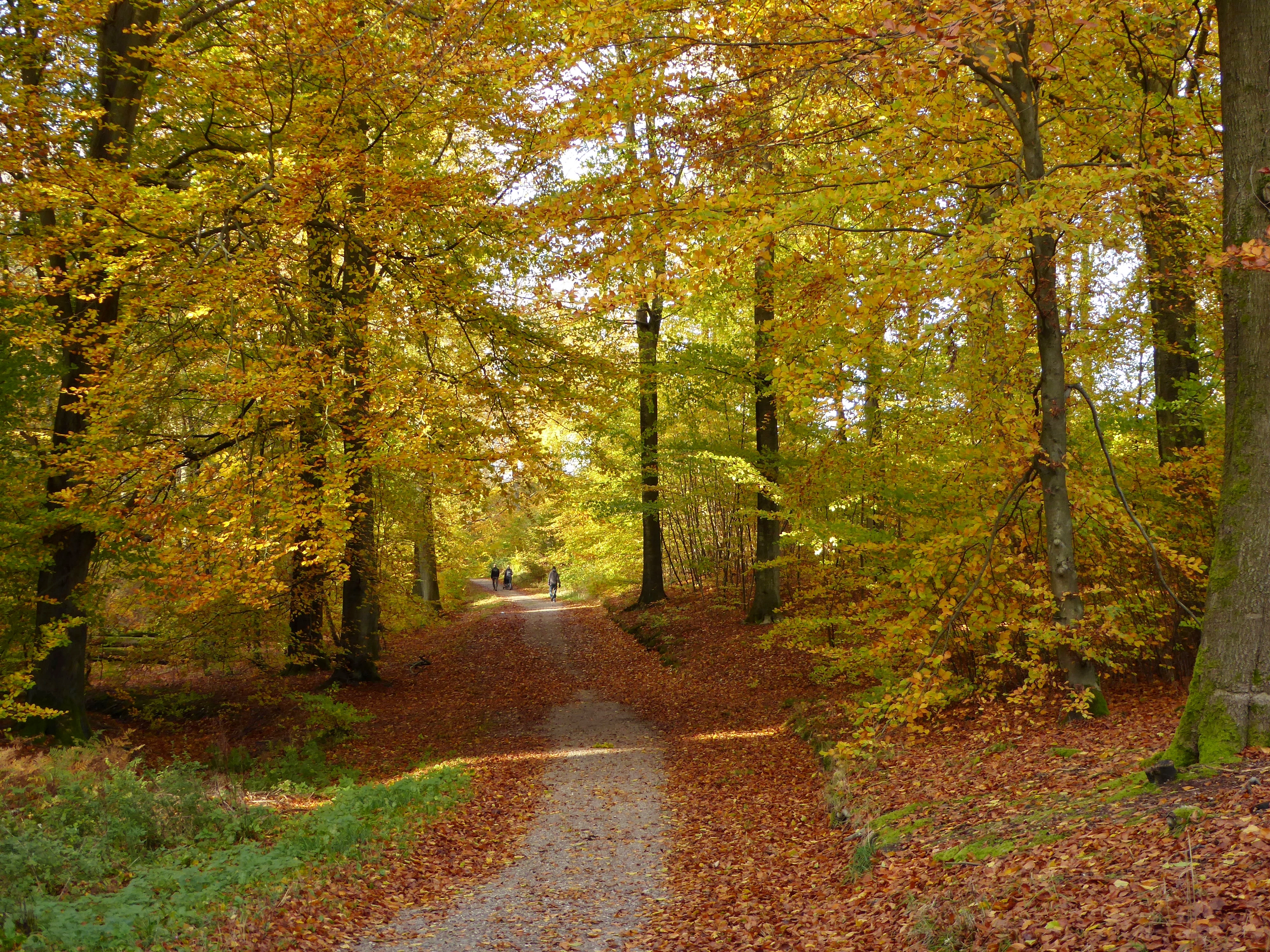
Mùa thu và lá mùa thu
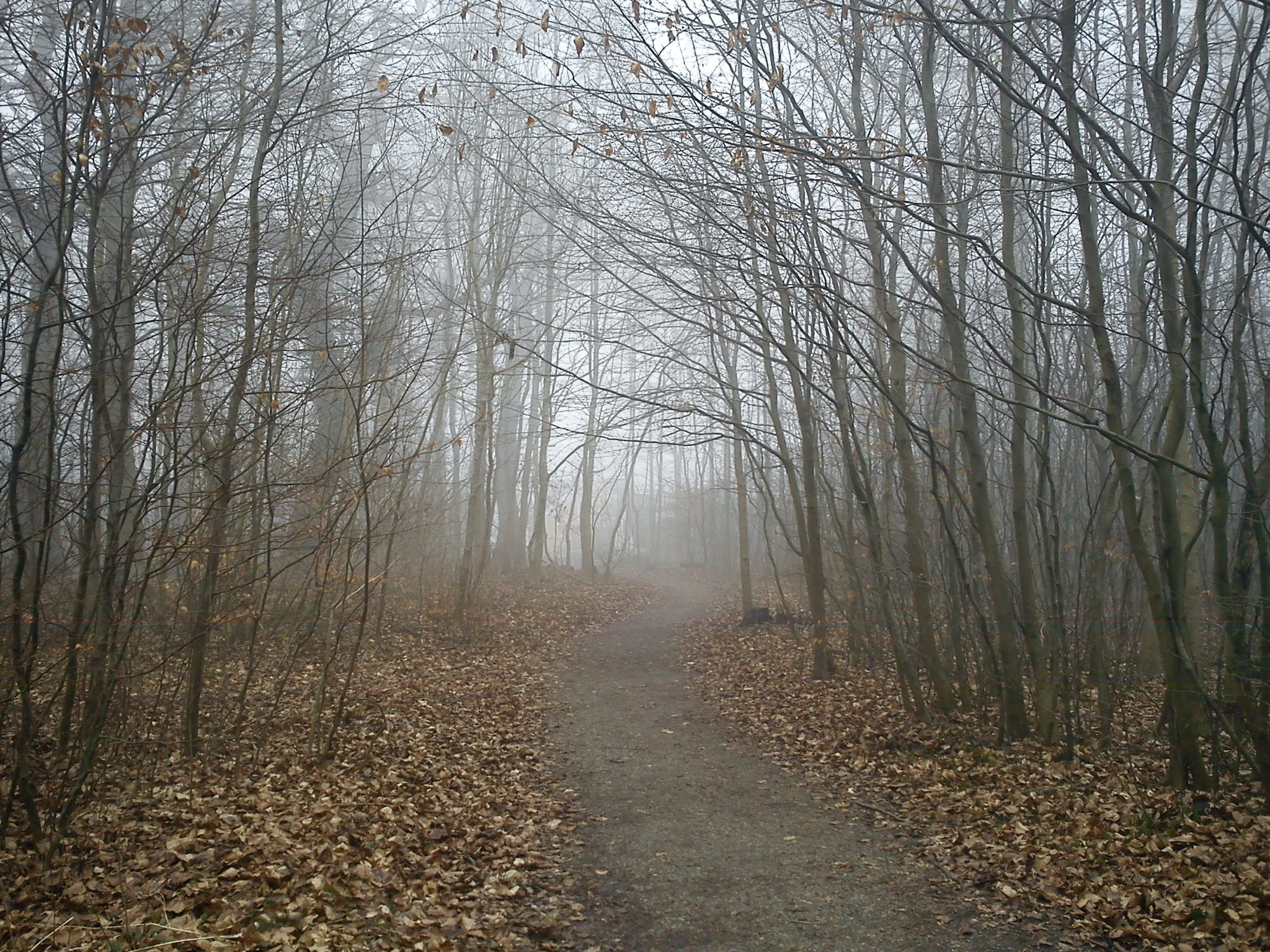
Mùa đông
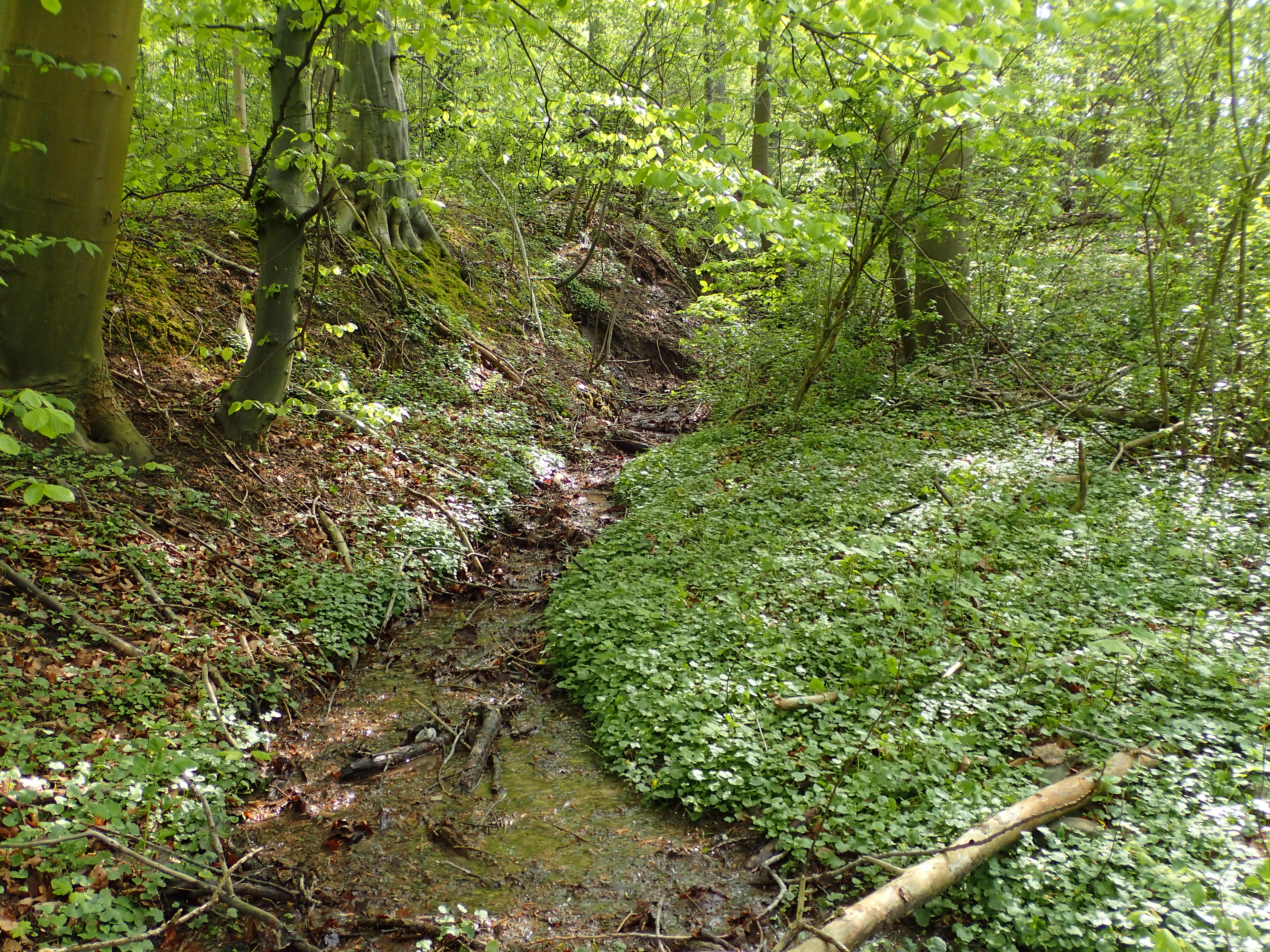
Tầng rừng
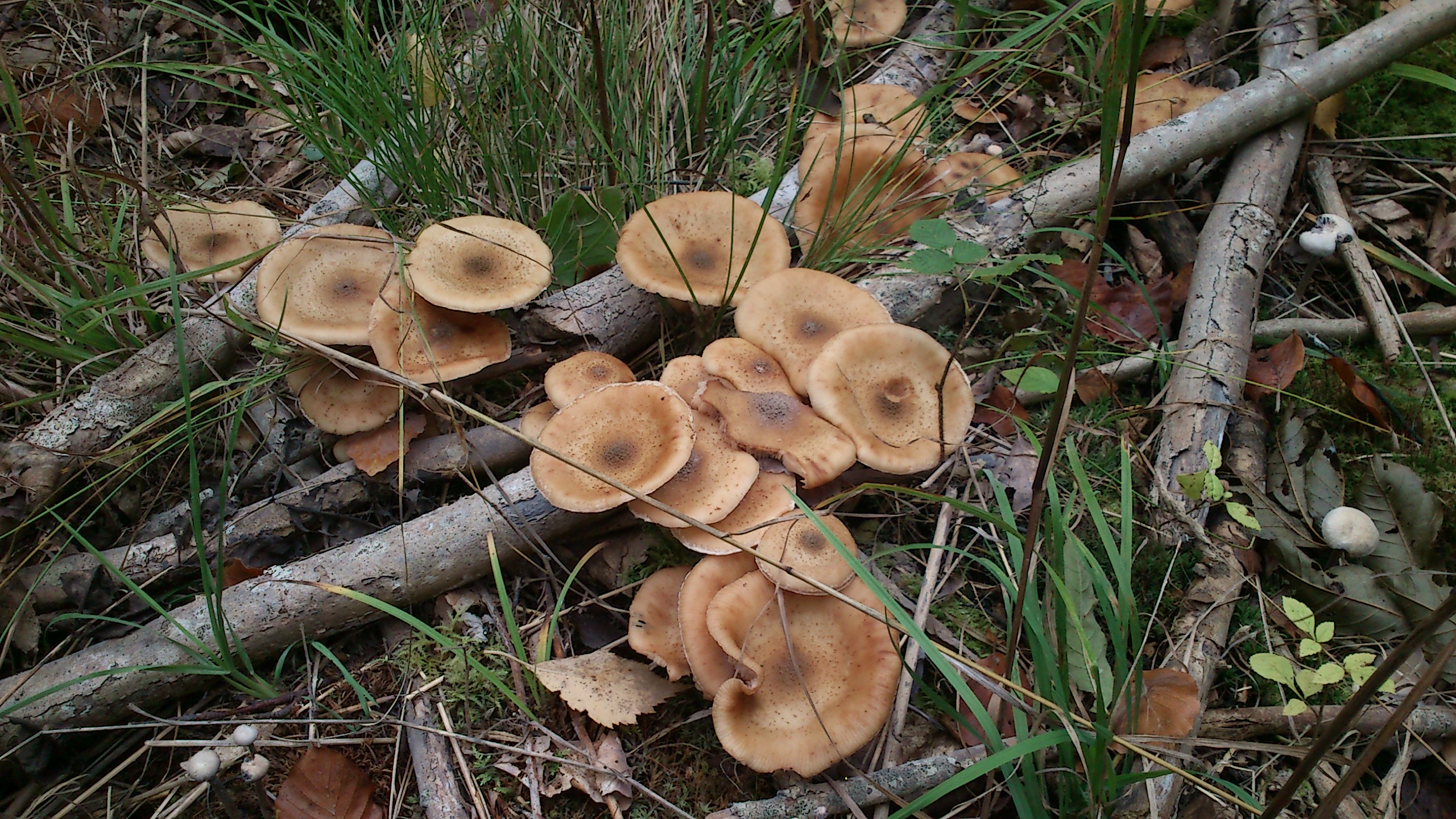
Rừng sồi là nơi sinh sống của rất nhiều loài nấm (nấm mật ong)
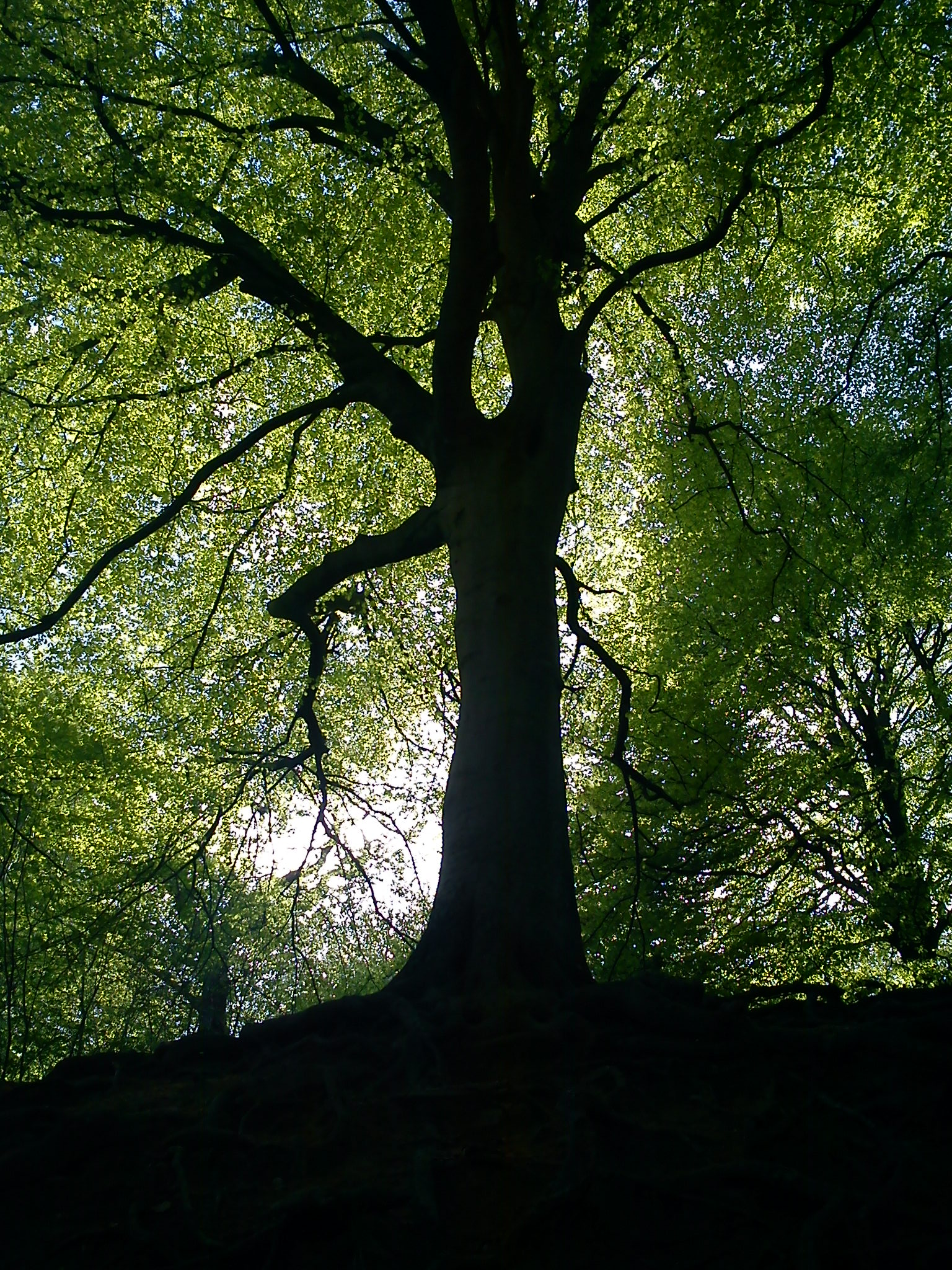
Sồi châu Âu là chủ yếu cho trạng thái tự nhiên của vùng sinh thái này